# Moldauische Küche

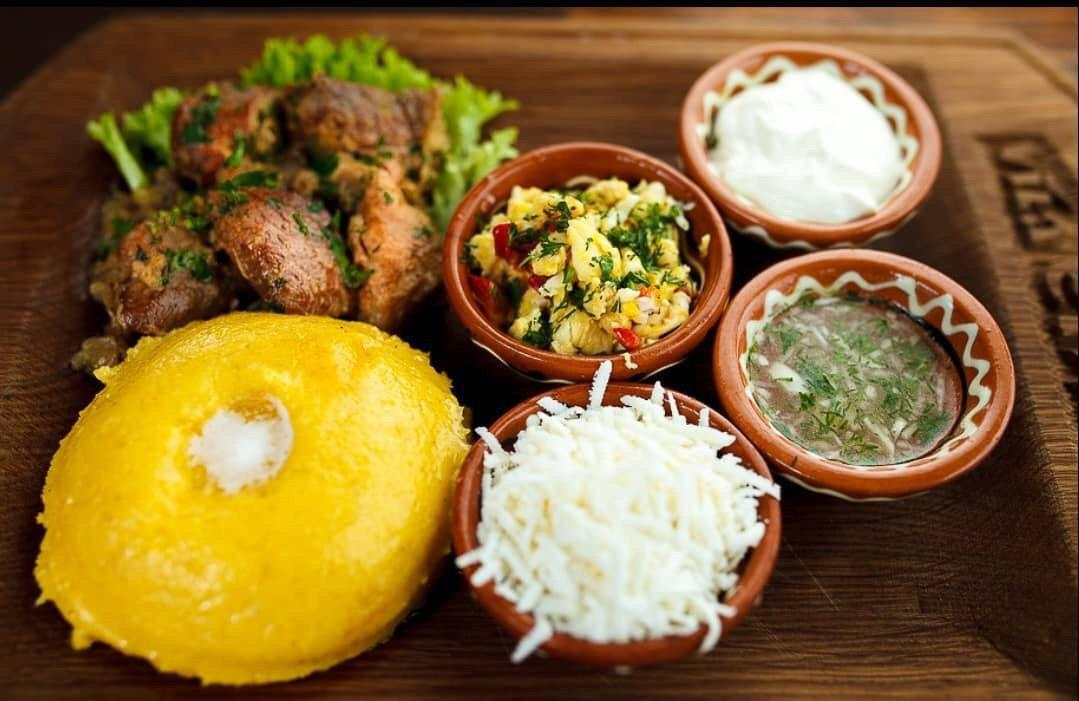
Mămăligă

Die moldauische Küche ist eine Landesküche, die neben der rumänischen Landesküche die Esskultur der Moldauer fortführt. Am Westufer des Schwarzen Meeres gelegen, wirkten hier seit der Antike verschiedene Einflüsse aus benachbarten Regionen durch Handel und Krieg. Anfangs noch Einflüsse der Hellenen und Waräger, waren es später die der Griechen, Byzantiner und Türken im Osmanischen Reich, die die Küche vom Süden her veränderten. Vom Norden her wirkte vor allem der Einfluss Russlands und der Ukraine.
Ob und inwieweit sich die Landesküche in der heutigen Republik Moldau von der im rumänischen Teil des ehemaligen Fürstentums Moldau unterscheidet, ist umstritten. Einerseits fußt die Kochkunst in beiden Regionen auf denselben historischen Grundlagen. Andererseits konnten insbesondere russische, ukrainische und gagausische Einflüsse nach dem Zweiten Weltkrieg in der Moldauischen SSR stärkeren Einfluss auf die Entwicklung der Küche nehmen.

## Typische Produkte und Zutaten
Da die moldauische Küche sehr einheitlich und selbstständig ist, dominieren einige Bestandteile die meisten Nationalgerichte. Für die Zubereitung verwendet man oft Schafskäse und Mais. Als Brânză (Brinsa) wird ein Schafskäse in Salzlake hergestellt, der nur sieben bis zehn Tage reift. Obwohl der Mais erst im 17. Jahrhundert in der Region verbreitet wurde, gilt er seit dem 18. Jahrhundert als Nationalgericht. Er wird zu Brei, Suppen und Süßspeisen verarbeitet. Für die Brotzubereitung wird jedoch typischerweise Weizenmehl und kein Maismehl verwendet.
Angesichts der fruchtbaren Böden entwickelte sich der Gemüseanbau stärker als in benachbarten Regionen. So werden heute fast alle Gemüsesorten angebaut, aber für die Landesküche nur einige davon verwendet. Neben Melonenkürbissen, Auberginen, Paprika und Tomaten sind das vor allem Hülsenfrüchte wie Linsen, weiße und grüne Bohnen. Die Hülsenfrüchte verarbeitet man häufig zu Pürees und Musen, die als Beilage gegessen werden. Als Besonderheit gegenüber anderen Landesküchen gilt, dass Gemüse und Hülsenfrüchte häufig mehr als die Hälfte eines Gerichts ausmachen.
Kennzeichnend für die moldauische Küche ist bei Fleischgerichten die Verbindung von Rotwein und Tomatensaft. Das Fleisch von Schwein, Rind, Schaf und Geflügel wird dabei überwiegend zu Ragouts verarbeitet oder auf dem Grill gebraten.
Neben den starken Einflüssen der türkischen Küche bei den Süßspeisen gilt in der moldauischen Küche die Zubereitung mit Traubenmost als Spezialität. Vor der weiteren Verarbeitung kocht man die Früchte in ungekeltertem Traubensaft.

## Getränke
Beliebte Getränke in Moldau sind, aufgrund alter Anbautradition, der moldauische Weiß- und Rotwein und die moldauischen Schnäpse Nistru und Doina.

## Typische Gerichte

### Vorspeisen
Typische Vorspeisen sind leicht säuerliche Suppen wie Ciorbă de perișoare, eine Fleischsuppe mit Borș, Zeamă, eine Geflügelsuppe mit Ei, und Ciorbă de potroace, eine Suppe aus Geflügelinnereien. Auf der Basis von Schafsmolke wird eine fleischlose Suppe gekocht, die man Sîrbușca nennt.

### Hauptspeisen
Bekannte Gerichte aus Fleisch sind zum Beispiel Drob de miel (mit Hammelinnereien gefüllte Teigtaschen oder Wickel aus Bauchfell), Grillwürstchen wie Mititei aus Rindfleisch oder Cârnați aus Schweinefleisch und Musaca. Als Spezialität gilt Mușcă, ein gepökelter und geräucherter Schinken oder Rinderkeule. Hackfleischgerichte wie Pârjoale (Klößchen aus Kalbfleisch) oder Chifteluțe (aus Rindfleisch) ergänzen das Angebot.
Für die Gemüsegerichte werden meist dieselben Saucen verwendet, während die sonstigen Zutaten nach Region und Jahreszeit variieren. Die klassischen moldauischen Saucen sind:
- Saramură – eine Salzlake aus Kochsalz mit Koriander, Piment, Nelke und Lorbeer
- Mujdei – eine Knoblauchsauce mit Fleischbrühe
- Scordolea – eine Knoblauchsauce mit Essig und Öl, die mit Walnüssen und Weißbrot gebunden wurde

Daneben werden häufig Marinaden mit Tomatensaft und Saurer Sahne verwendet.
Als typische Eierspeise wird Scrob zubereitet. Dabei handelt es sich um ein Omelett ohne Mehl, aber häufig mit Schafskäse und anderen Zutaten, welches im Ofen gebacken wird. Ein typisches Maisgericht Moldaus ist Mămăligă, ein Maisbrei, der ähnlich wie Polenta verwendet wird.
Durch die russische Küche beeinflusst sind auch verschiedene Pasteten und Küchlein wie Piroggen verbreitet. Typische Varianten sind Plăcintă aus gebackenem Nudelteig und Vertuta, die kleiner hergestellt werden. Daneben ist Vărzare verbreitet, bei denen Piroggenteig mit einer Krautfüllung zubereitet wird.

### Desserts
Moldauische Desserts und Süßspeisen werden sehr oft aus einem dicklichen, ungeklärten und ungefilterten Traubensaft zubereitet. Auch Peltea, eine Konfitüre aus Beeren und Fruchtsaft, ist eine beliebte Grundlage für moldauische Desserts. Außerdem gibt es eine große Auswahl an Gebäck sowie Süßigkeiten aus Nussnougat.
Auch Halva ist in Moldau verbreitet.